# محملة

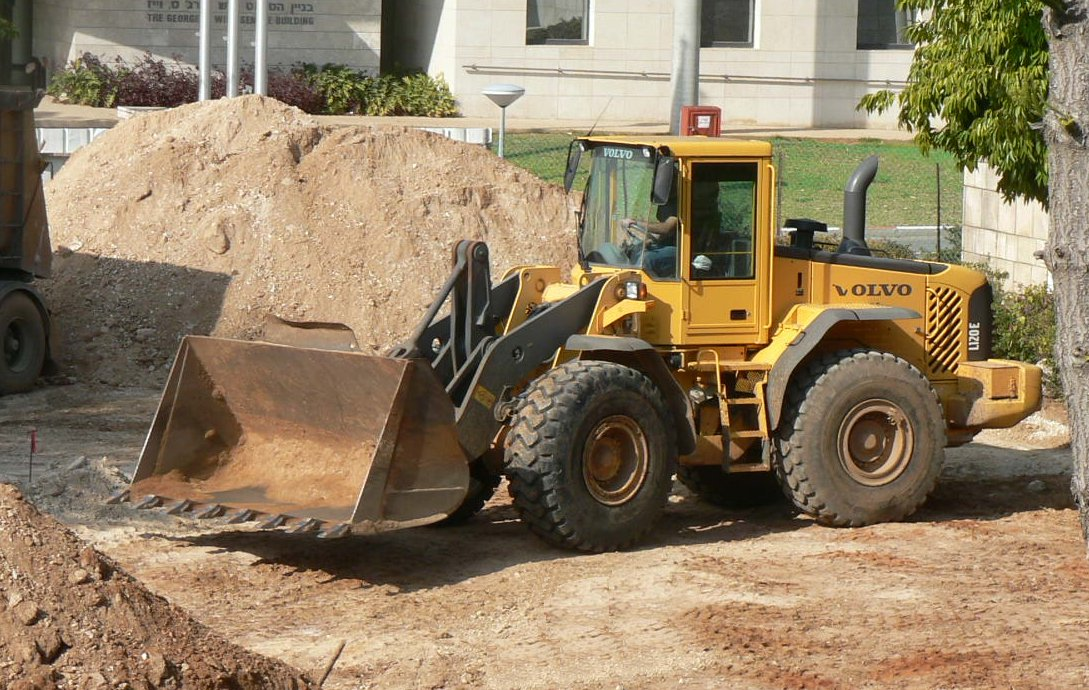
جرافة في مقدمتها «آلة التحميل».

المُحمِّلة هو الأداة التي تركب على الآليات ثقيلة وتستخدم في الأعمال الإنشائية وأعمال الصيانة لحفر أو تحريك أو تعبئة أو تفريغ المواد (مثل التربة والحصى والرمل والصخور والثلج والأسفلت) إلى/على آليات مثل شاحنة تفريغ أو سير ناقل.

## أنواع المحملات
محملات تستخدم في الجرافات، وتكون كبيرة وواسعة؛ وهناك محملات صغيرة تركب على الحفارات، وتستعمل في الحفر، بينما هناك آلية تسمى العقرب تركب بها كلا المحملتان.

## أشهر الشركات المصنعة
- شركة كاتربيلر
- دايو (شركة)
- كوماتسو